# Au cœur du Troisième Reich
 (janvier 2020).
Si vous disposez d'ouvrages ou d'articles de référence ou si vous connaissez des sites web de qualité traitant du thème abordé ici, merci de compléter l'article en donnant les références utiles à sa vérifiabilité et en les liant à la section « Notes et références ».

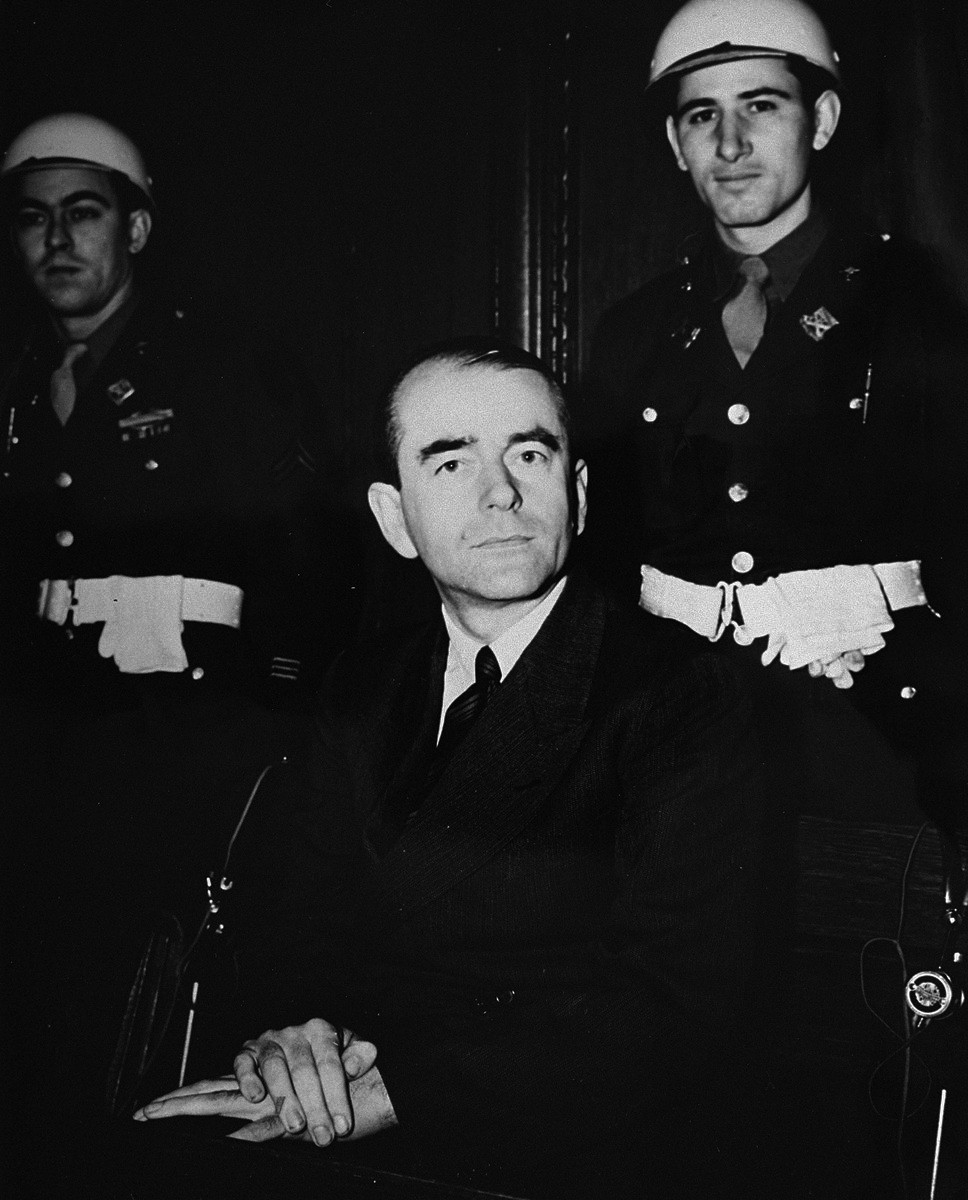
Albert Speer lors du procès de Nuremberg.

Au cœur du Troisième Reich (en allemand : Erinnerungen, « Souvenirs ») est une autobiographie écrite par Albert Speer, principal architecte d'Adolf Hitler et ministre de l'armement du IIIe Reich entre 1942 et 1945. L'ouvrage est considéré comme l'une des descriptions internes les plus détaillées du fonctionnement de l'appareil politique nazi, mais il a fait aussi l'objet de vives controverses en raison de l'absence de toute mention des atrocités nazies, dont Speer affirme n'avoir pas eu connaissance. Publié en Allemagne en 1969, l'ouvrage connut un très grand succès et fut traduit en quatorze langues.

## Écriture
À l'issue du procès de Nuremberg, Speer fut condamné à vingt ans de prison pour l'emploi de main d'œuvre concentrationnaire dans l'industrie de guerre allemande. C'est en effectuant sa peine à la prison berlinoise de Spandau qu'il écrit les deux mille pages du manuscrit de ses mémoires. Comme il était interdit aux prisonniers d'écrire des mémoires, c'est clandestinement que l'ouvrage fut écrit et transmis à des proches. Il le publie après sa libération en 1966, avec l'aide de l'historien Joachim Fest. Le manuscrit déboucha sur deux livres : le premier, Au cœur du IIIe Reich, qui s'arrête en 1946, et le second, Journal secret de Spandau, qui décrit ses années de détention.

## Résumé

### De l'ascension au sein du parti nazi à la chute du Reich
L'ouvrage passe rapidement sur les années de jeunesse de Speer, et se concentre sur la description de ses fonctions au sein de l'administration national-socialiste. En 1930, Speer est un jeune architecte très peu politisé, et c'est presque par hasard qu'il assiste à un meeting de Hitler, au mois de décembre. Il est immédiatement fasciné par la personnalité du Führer et il rejoint les rangs du parti nazi le 1er mars 1931. Dans sa section du quartier berlinois de Wannsee, il est le seul militant à posséder une automobile, et c'est donc d'abord comme chauffeur qu'il rend des services. Il réalise ensuite des travaux architecturaux pour de hauts responsables du parti, qui apprécient son efficacité et sa capacité à respecter les délais prévus.
Speer s'élève rapidement dans la hiérarchie. En 1933, il participe à l'organisation du rassemblement de Nuremberg. À cette occasion, il rencontre Hitler. Le Führer, persuadé d'être lui-même un architecte et un artiste de génie, apprécie sa compagnie. Bientôt, Speer fait partie de son cercle rapproché. Lors de son procès, il dira « j'aurais été le meilleur ami de Hitler, si Hitler avait été capable d'avoir un ami. »
Jusqu'en 1942, il se consacre exclusivement à des projets architecturaux, mais lorsque Fritz Todt, ministre de l'armement, meurt dans un accident d'avion, Hitler, à la surprise générale, fait appel à lui pour le remplacer. Dans ses nouvelles fonctions, Speer se révèle un administrateur de premier plan et un organisateur hors-pair. Il lance des réformes économiques inspirées par les mesures prises dès le début de la guerre en Angleterre et aux États-Unis : mobilisation complète de l'appareil de production au service de l'effort de guerre et utilisation du travail des femmes. Toutefois, ces réformes sont entreprises trop tard pour éviter l'effondrement de l'armée allemande.
Speer consacre de longs développements à démentir la théorie, largement répandue parmi les puissances alliées, selon laquelle le caractère dictatorial du régime politique allemand aurait constitué un avantage sur le plan de l'efficacité économique (par rapport aux démocraties, dans lesquelles des négociations avec les organisations de travailleurs sont nécessaires). Speer soutient que cette théorie ne résiste pas à l'analyse, et qu'au contraire les forces de production sont plus efficaces dans les régimes démocratiques : pour lui, l'obsession du secret et la corruption généralisée qui caractérisent les régimes autoritaires annuleraient les gains de productivité liés à un système de décision centralisé et fondé sur l'obeissance absolue.
En 1945, Speer a perdu toutes ses illusions sur la guerre, le  parti nazi et Hitler lui-même. Il prend la décision de saboter la politique de la terre brûlée décidée par Hitler pour empêcher l'utilisation des infrastructures allemandes par les forces alliées. Il est présent aux côtés du Führer lors des derniers jours d'avril 1945. Après le suicide de Hitler, il rejoint le gouvernement de Flensburg dirigé par l'amiral Karl Dönitz. Le livre se termine avec son arrestation et sa condamnation à vingt ans de prison lors du procès de Nuremberg.

### Portraits des hauts responsables nazis
Au cœur du IIIe Reich a eu une importance fondamentale dans l'historiographie de l'Allemagne nazie par l'éclairage inédit qu'il apporte sur son fonctionnement interne. Le gouvernement et l'administration du Reich étaient jusqu'alors vus comme un bloc, un mécanisme rigoureux aux rouages bien huilés, que les défaites militaires ont progressivement désagrégé. Speer montre au contraire que le système était dès le départ vicié par l'enchevêtrement des responsabilités, les intrigues de cour et l'incompétence des dirigeants.
Dans le cadre de ses fonctions, Speer a pu rencontrer les hommes les plus importants du IIIe Reich. Il décrit ainsi comment la femme de Goebbels, Magda, se plaignait auprès de lui des infidélités nombreuses de son mari, et comment elle se consola en ayant une liaison avec Karl Hanke, l'un des meilleurs amis de Speer. Il rencontre fréquemment Göring dans son château, et il décrit le maréchal de la Luftwaffe, devenu obèse, passant ses journées à chasser, à bâfrer et à jouer avec des bijoux volés, exactement comme le ferait un enfant.
La description la plus surprenante est celle de Hitler lui-même, dépeint comme un être brouillon, paresseux et travaillant par à-coups. Alors même qu'il est devenu chancelier du Reich, Hitler reste incapable de s'astreindre à des horaires et un travail réguliers : il n'est jamais couché avant cinq ou six heures du matin et se lève vers midi. Il passe des heures à manger et à prendre le thé et il perd son temps à regarder des films et à improviser de longs et confus monologues. Speer, qui décrit Hitler comme un amateur, un autodidacte incapable de s'atteler à une tâche complexe, se demande quand exactement il pouvait trouver le temps  de travailler sérieusement. Sur le plan personnel, Speer rapporte une confidence d'Eva Braun, en 1943, qui lui dit que Hitler est trop occupé et fatigué pour avoir des rapports sexuels avec elle.
De ses conversations avec lui, Speer conclut que Hitler pouvait charmer les gens, mais qu’il était incapable de maturité, émotionnelle ou intellectuelle. Mégalomane et sociopathe, il refusa jusqu’aux derniers jours de la guerre de reconnaître la défaite de l’Allemagne. Speer considère à cet égard le siège de Stalingrad et la deuxième bataille d'El Alamein comme les tournants de la guerre car Hitler, confronté à l'échec de ses plans, commença à nier la réalité. À sa décharge, Speer note cependant que le secrétaire particulier du Führer, Martin Bormann, par qui passaient toutes les informations, ne lui transmettait que celles qui pouvaient conforter son influence, et que Hitler avait donc une vue faussée des choses.
La description que fait Speer du gouvernement du Reich est également très critique : parce que Hitler était incapable de trancher, et qu'il croyait que les luttes de pouvoir, en renforçant le groupe, étaient bénéfiques, le gouvernement nazi manquait totalement de coordination : différents ministères se voyaient fréquemment attribuer la même tâche, et Hitler refusait de clarifier les compétences de chacun. Pour obtenir un résultat, chaque ministre ou chef d'administration était donc contraint d'en passer par des manœuvres politiques et des intrigues de cour. Ainsi, Speer lui-même eut fréquemment à s'allier à Goebbels pour contrer les prétentions de Göring à intervenir dans les domaines économiques.

### Controverses sur la Shoah et le travail forcé
Dans ses mémoires comme auparavant lors de son procès, Speer conteste formellement avoir eu connaissance de la Shoah. Il reconnaît avoir su que les usines d'armement qui relevaient de son ministère avaient recours au travail forcé, mais il prétend que l'utilisation de cette main d'œuvre était une nécessité et qu'il a essayé d'améliorer le sort des ouvriers.
Dans Au cœur du Troisième Reich, il écrit qu'au milieu de l'année 1944, Hanke (alors gauleiter de Basse-Silésie) lui aurait dit de ne jamais accepter une invitation à visiter un camp de concentration dans le gau voisin de Haute-Silésie, car il « y avait vu un spectacle qu'il n'avait pas le droit de décrire et qu'il n'était pas non plus capable de décrire ». Speer en conclut que Hanke devait parler d'Auschwitz et il se reproche de ne pas avoir enquêté auprès de Hanke ou demandé des informations à Himmler ou Hitler :
« Ces secondes [quand Hanke en parla à Speer et ce dernier ne s'interrogea pas] étaient au premier plan de mes pensées lorsque j'ai affirmé devant le tribunal de Nuremberg que, en tant que membre important de la direction du Reich, je devais partager la responsabilité complète de tout ce qui s'était passé. À partir de ce moment, j'étais irrémédiablement moralement contaminé ; de peur de découvrir quelque chose qui aurait pu me détourner de mon chemin, j'ai fermé les yeux… Parce que j'ai échoué à ce moment, je continue de me sentir, encore à ce jour, responsable au plus profond de moi d'Auschwitz. »
L'essentiel de la controverse autour de la connaissance de Speer de la Shoah est centré sur sa présence à la conférence de Posen le 6 octobre 1943 au cours de laquelle Himmler prononça un discours détaillant la Shoah en cours aux dirigeants nazis. Himmler déclara : « Il a fallu prendre la grave décision de faire disparaître ce peuple de la terre… Dans les territoires que nous occupons, la question juive sera réglée à la fin de l'année ». Speer est mentionné plusieurs fois dans le discours et Himmler semble s'adresser à lui directement. Dans Au cœur du Troisième Reich, Speer évoque son propre discours aux dirigeants nazis (qui eut lieu plus tôt dans la journée), mais ne mentionne pas le discours d'Himmler.

## Adaptation à la télévision
- Inside the Third Reich, un téléfilm américain de Marvin Chomsky (1982) inspiré du livre.